# Anthophora fallaciosa
Anthophora fallaciosa är en biart som beskrevs av Hermann Priesner 1957. Den ingår i släktet pälsbin och familjen långtungebin. Inga underarter finns listade i Catalogue of Life.

## Beskrivning
Endast hanen är beskriven. Han är liten, med en kroppslängd mellan 7,5 och 8 mm, med en huvudbredd som understiger 3 mm, samt med svart grundfärg. Mellankroppen och bakkroppens första segment på ovansidan, tergit 1, har styv, gul till rödbrun behåring. Tergit 2 till 6 har svart, något slätare behåring, på tergit 2 uppblandad med vita hår. Dessutom har tergit 1 till 6 smala, vita hårband i bakkanterna.

## Ekologi
Som alla i släktet är Anthophora fallaciosa ett solitärt bi och en skicklig flygare som föredrar torrare klimat. Den har observerats flyga i april.

## Utbredning
Arten förekommer i Egypten.